# Октава (метрика)
Октава (ottava rima) је строфа који се састоји од осам стихова јампског петерца (у енглеском) или једанаестерацa (у италијанском). Најчешћа шема риме за октаву је АБАБАБЦЦ или у сонету АББА АББА.
Опрости, мајко света, опрости,
што наших гора пожалих бор,
на ком се, устук свакоје злости,
блаженој теби подиже двор;
презри, небеснице, врело милости,
што ти земаљски сагреши створ:
Кајан ти љубим пречисте скуте,
Santa Maria della Salute.
(Лаза Костић, Santa Maria della Salute)